# Condado de Wilcox (Alabama)
O Condado de Wilcox é um dos 67 condados do estado norte-americano do Alabama. A sede de condado é Camden, que é também a sua maior cidade. O condado tem uma área de 2349 km² (dos quais 47 km² estão cobertos por água), uma população de 13 183 habitantes, e uma densidade populacional de 6 hab/km² (segundo o censo nacional de 2000). O condado foi fundado em 1819 e o seu nome é uma homenagem a J. M. Wilcox, militar que lutou contra os índios Creek.